# Associated British Foods
Associated British Foods (ABF) est une multinationale britannique œuvrant dans le secteur agroalimentaire. Son siège social se situe à Londres.

## Historique
Associated British Foods plc a été développée par l'homme d'affaires canadien W. Garfield Weston (en), avec l'aide de sa compagnie nord-américaine George Weston Ltd.. Associated British Foods (ABF) y fut incluse en 1935. Elle fut tout d'abord créée en tant que boulangerie industrielle, qui fut la première à expérimenter la vente de pain coupé en rondelles vers les années 1930. Cette compagnie inclut également les filiales British Sugar plc (en) (acheté en 1991), Allied Mills, Allied Grain et Abitec Corporation. La compagnie Primark (appelée Penney en république d'Irlande), revendeur discount d'habillement, lui appartient également. Les marques appartenant à ABF et ses filiales (voir ci-dessous) sont : Allinson (en), Sunblest and Kingsmill bread, Silver Spoon, Ovomaltine (après rachat de Wander en 2002), Ryvita (en), Mazola oil et Twinings tea.
Après la mort du fondateur W. Garfield (en) en 1978, sa direction fut confiée à son fils Garry. Pendant que Garry maintenait ABF comme une référence européenne en vente alimentaire, sa croissance a été stoppée par la phénoménale performance de George Weston Ltd. George G. Weston de British Westons fut nommé directeur de la compagnie dès le 1er avril 2005.
La compagnie possédait la marque Burtons Biscuits qu'elle revend en 2000, et qui appartient au groupe Ferrero.
En mai 2007, ABF fait l'acquisition de l'entreprise Patak's Indian Food (en).
En 2009, British Foods acquiert l'entreprise espagnole Azucarea Ebro, filiale d'Ebro Puleva, pour 385 millions de dollars.
En août 2025, British Foods annonce l'acquisition de Hovis, une entreprise spécialisée dans la distribution de farine de blé, pour un montant estimé autour de 75 millions de livres.

## Marques associées
- Allinson (en)
- Kingsmill
- Mazola oil
- Ovomaltine
- Primark
- Jordans
- Ryvita (en)
- Silver Spoon (en)
- Sunblest
- Twinings
- Patak's (en)

## Filiales
- Abitec Corporation
- Allied Grain
- Allied Mills
- British Sugar plc (en) - acheté en 1991
- G Costa
- Primark (connu sous le nom Penneys en république d'Irlande)

## Actionnaires
Liste des principaux actionnaires au 29 octobre 2019.
| Wittington Investments                 | 54,5% |
| Capital Research & Management WI       | 3,45% |
| Invesco Asset Management               | 2,05% |
| Norges Bank Investment Management      | 1,83% |
| Royal Bank of Canada (Channel Islands) | 1,52% |
| The Vanguard Group                     | 1,23% |
| Capital Research & Management GI       | 1,15% |
| Legal & General Investment Management  | 1,11% |
| Newton Investment Management           | 0,96% |
| BlackRock Fund Advisors                | 0,93% |